# Cinara schimitscheki
Cinara schimitscheki är en insektsart som beskrevs av Carl Julius Bernhard Börner 1940. Cinara schimitscheki ingår i släktet Cinara och familjen långrörsbladlöss.

## Underarter
Arten delas in i följande underarter:
- C. s. schimitscheki
- C. s. tremblayi